# Tanyproctus rubicundus
Tanyproctus rubicundus är en skalbaggsart som beskrevs av Edmund Reitter 1902. Tanyproctus rubicundus ingår i släktet Tanyproctus och familjen Melolonthidae. Inga underarter finns listade i Catalogue of Life.